# Instituto Nacional de Colonização e Reforma Agrária
Instituto Nacional de Colonização e Reforma Agrária (INCRA) é uma autarquia federal da administração pública brasileira. Foi criado pelo decreto nº 1 110, de 9 de julho de 1970, com a missão prioritária de realizar a reforma agrária, manter o cadastro nacional de imóveis rurais e administrar as terras públicas da União. Está implantado em todo o território nacional por meio de 30 Superintendências Regionais.
O objetivo é implantar modelos compatíveis com as potencialidades e biomas de cada região do País e fomentar a integração espacial dos projetos. Outra tarefa importante no trabalho da autarquia é o equacionamento do passivo ambiental existente, a recuperação da infraestrutura e o desenvolvimento sustentável dos mais de oito mil assentamentos existentes no País.
Sua sede está no Edifício Palácio do Desenvolvimento, em Brasília, no Distrito Federal.

## História
A história do INCRA pode ser dividida em três períodos principais:
- O primeiro vai da criação da autarquia ao fim do governo militar (1970–1984)
- O segundo vai de José Sarney ao governo Itamar Franco (1985–1994)
- O terceiro começa no primeiro mandato do presidente Fernando Henrique Cardoso e chega até os dias de hoje

Em 1964, os militares brasileiros incluíram a reforma agrária entre suas prioridades. Em 30 de novembro de 1964, o governo de Castelo Branco, após aprovação pelo Congresso Nacional, sancionou a lei nº 4.504, que criava o "Estatuto da Terra", o Instituto Brasileiro de Reforma Agrária (IBRA) e o Instituto Nacional de Desenvolvimento Agrário (INDA), em substituição à antiga Superintendência de Reforma Agrária (SUPRA), criada em 1962, durante o governo João Goulart. Em 9 de julho de 1970, o Decreto-lei nº 1.110 criou o Instituto Nacional de Colonização e Reforma Agrária (Incra), a partir da fusão do IBRA com o INDA.
A partir de 1970, o governo federal criaria também vários programas especiais de desenvolvimento regional, dentre os quais:
- Programa de Integração Nacional - PIN (1970)
- Programa de Redistribuição de Terras e de Estímulo à Agroindústria do Norte e Nordeste - PROTERRA (1971)
- Programa Especial para o Vale do São Francisco - PROVALE (1972)
- Programa de Polos Agropecuários e Agrominerais da Amazônia - POLAMAZÔNIA (1974)
- Programa de Desenvolvimento de Áreas Integradas do Nordeste - POLONORDESTE (1974)

No início da década de 1980, foi criado o programa POLONOROESTE, responsável pelo desmatamento de grande parte do norte do Brasil. O agravamento dos conflitos pela posse de terra na região Norte do Brasil resultou na criação do Ministério Extraordinário para Assuntos Fundiários e dos Grupos Executivos de Terras do Araguaia / Tocantins (GETAT)  e do Baixo Amazonas (GEBAM).
Em 10 de outubro de 1985, o governo do presidente José Sarney elaborou o "Plano Nacional de Reforma Agrária" (PNRA), previsto no Estatuto da Terra. Criou-se, para isso, o Ministério Extraordinário para o Desenvolvimento e a Reforma Agrária (Mirad), mas, quatro anos depois, os resultados haviam sido pouco expressivos.
Em 1987, o Incra foi extinto e o Mirad, extinto em 1989. A responsabilidade pela reforma agrária passou para o Ministério da Agricultura. Em 29 de março de 1989, o Congresso Nacional recriou o Incra, rejeitando o decreto-lei que o extinguira, mas o órgão permaneceu semiparalisado, por falta de verba e de apoio político. O órgão ficou vinculado diretamente à Presidência da República, com a criação, em 29 de abril de 1996, do Ministério Extraordinário de Política Fundiária, ao qual imediatamente se incorporou o Incra.
Em 14 de janeiro de 2000, o decreto nº 3.338 criou o Ministério do Desenvolvimento Agrário.
O Ministério do Desenvolvimento Agrário teve sua estrutura regimental regulamentada conforme o decreto 5.033, de 5 de abril de 2004.
Em maio de 2016, o então presidente Michel Temer transferiu o Incra e mais 5 secretarias responsáveis por políticas de reforma agrária do Ministério do Desenvolvimento Social e Agrário para a estrutura da Casa Civil.
Em 2019, no governo do presidente Jair Bolsonaro, a autarquia foi transferida ao Ministério da Agricultura, Pecuária e Abastecimento.
Em 2023, com o governo do presidente Luiz Inácio Lula da Silva, o Incra passa a ser vinculado ao Ministério do Desenvolvimento Agrário e Agricultura Familiar (MDA) - estabelecido pela Lei nº 14.600, de 19 de junho de 2023.

### Lista de ex-presidentes
Lista a ser completada:
- Marcos Correia Lins, 1994-1995
- Brazílio de Araújo Neto, 1995
- Xico Graziano, 1995
- Raul David do Valle Júnior, 1995-1996
- Raul Jungmann, 1996
- Nelson Fetter, 1996-1997
- Milton Seligman, 1997-1999
- Nelson Borges Gonçalves, 1999-2000
- Francisco Orlando Muniz, 2000-2001
- Sebastião Azevedo, 2001-2003
- Marcelo Resende, 2003
- Rolf Hackbart, 2003-2011
- Celso Lacerda, 2011-2012
- Carlos Mário Guedes de Guedes, 2012-2015
- Maria Lúcia Fálcon, 2015-2016
- Leonardo Góes Silva, 2016-2019[10]
- Francisco José do Nascimento, 2018-2019[11][11]
- João Carlos de Jesus Corrêa, 2019[12]
- Geraldo José da Câmara Ferreira de Melo Filho, 2019 - 2023[12]
- César Fernando Schiavon Aldrighi, 2023

## Superintendências Regionais
O Incra possui 30 Superintendências Regionais "SR"s nos estados:
| SR    | Estado | Região                     | Cidade         |
| ----- | ------ | -------------------------- | -------------- |
| SR-01 | PA     | Belém                      | Belém          |
| SR-02 | CE     | Ceará                      | Fortaleza      |
| SR-03 | PE     | Pernambuco                 | Recife         |
| SR-04 | GO     | Goiás                      | Goiânia        |
| SR-05 | BA     | Bahia                      | Salvador       |
| SR-06 | MG     | Minas Gerais               | Belo Horizonte |
| SR-07 | RJ     | Rio de Janeiro             | Rio de Janeiro |
| SR-08 | SP     | São Paulo                  | São Paulo      |
| SR-09 | PR     | Paraná                     | Curitiba       |
| SR-10 | SC     | Santa Catarina             | São José       |
| SR-11 | RS     | Rio Grande do Sul          | Porto Alegre   |
| SR-12 | MA     | Maranhão                   | São Luís       |
| SR-13 | MT     | Mato Grosso                | Cuiabá         |
| SR-14 | AC     | Acre                       | Rio Branco     |
| SR-15 | AM     | Amazonas                   | Manaus         |
| SR-16 | MS     | Mato Grosso do Sul         | Campo Grande   |
| SR-17 | RO     | Rondônia                   | Porto Velho    |
| SR-18 | PB     | Paraíba                    | João Pessoa    |
| SR-19 | RN     | Rio Grande do Norte        | Natal          |
| SR-20 | ES     | Espírito Santo             | Vila Velha     |
| SR-21 | AP     | Amapá                      | Macapá         |
| SR-22 | AL     | Alagoas                    | Maceió         |
| SR-23 | SE     | Sergipe                    | Aracaju        |
| SR-24 | PI     | Piauí                      | Teresina       |
| SR-25 | RR     | Roraima                    | Boa Vista      |
| SR-26 | TO     | Tocantins                  | Palmas         |
| SR-27 | PA     | Marabá                     | Marabá         |
| SR-28 | DF     | Distrito Federal e Entorno | Brasília       |
| SR-29 | PE     | Médio São Francisco        | Petrolina      |
| SR-30 | PA     | Santarém                   | Santarém       |

## Módulo Rural
O conceito de módulo rural é importante nas atividades do INCRA, constituindo uma unidade de medida, expressa em hectare, que busca refletir a interdependência entre a dimensão, a situação geográfica do imóvel rural, a forma e as condições do seu aproveitamento econômico. Deriva do conceito de propriedade familiar, que, nos termos do inciso II, do artigo 4º da Lei nº 4.504/64 (Estatuto da Terra), entende-se como: "o imóvel rural que, direta e pessoalmente, explorado pelo agricultor e sua família, lhes absorva toda força de trabalho, garantindo-lhes a subsistência e o progresso social e econômico, com área máxima fixada para cada região e tipo de exploração, e eventualmente trabalhado com ajuda de terceiros".
O módulo rural, calculado para cada imóvel a partir dos dados constantes no cadastro de Imóveis Rurais no SNCR - Sistema Nacional de Cadastro Rural - gerenciado pelo INCRA, desenvolvido e mantido pelo SERPRO - é considerada uma unidade de medida que permite estabelecer uma comparação mais adequada entre os imóveis rurais, pois leva em consideração outros atributos do imóvel, além de sua dimensão.

### Aplicações do módulo rural
O módulo rural é utilizado para:
- determinação da Fração Mínima de Parcelamento - FMP, que corresponde à área mínima que uma área rural pode ser fracionada no Registro de Imóveis, para fins de transmissão.
- enquadramento sindical rural dos proprietários, com base no número de módulos rurais calculado;
- limitação da aquisição de imóvel rural por estrangeiro, pessoa física ou jurídica;
- definição do universo de beneficiários do antigo Banco da Terra, atual Crédito Fundiário;
- parâmetro bancário de área penhorável.

## Módulo fiscal
Não se deve confundir módulo rural com módulo fiscal. O módulo fiscal é uma unidade de medida, também expressa em hectare, fixada para cada município, instituída pela Lei nº 6.746, de 10 de dezembro de 1979, que leva em conta:
- tipo de exploração predominante no município;
- a renda obtida com a exploração predominante;
- outras explorações existentes no município que, embora não predominantes, sejam expressivas em função da renda ou da área utilizada;
- conceito de propriedade familiar.

### Classificação dos Imóveis
Atualmente, o módulo fiscal serve de parâmetro para a classificação fundiária do imóvel rural quanto a sua dimensão, de conformidade com art. 4º da Lei nº 8.629/93, sendo:
- Minifúndio: imóvel rural de área inferior a 1 (um) módulo rural;(Decreto n.º 55.891 de 31 de março de 1965 em seu art. 13, I, c/c o art. 6º, II);
- Pequena propriedade: imóvel rural de área compreendida entre 1 (um) e 4 (quatro) módulos fiscais;
- Média propriedade: imóvel rural de área compreendida entre 4 (quatro) e 15 (quinze) módulos fiscais;
- Grande propriedade: imóvel rural de área superior a 15 (quinze) módulos fiscais.